# Campus (émission de télévision)
Pour les articles homonymes, voir Campus (homonymie).
Campus, le magazine de l'écrit était une émission de télévision française consacrée à la littérature diffusée trois fois par mois le vendredi en deuxième partie de soirée sur France 2 et présentée par Guillaume Durand.
Cette émission réalisée par Philippe Lallemant dont le premier épisode fut diffusé le 6 septembre 2001 avec pour invité principal Michel Houellebecq succéda à Bouillon de culture de Bernard Pivot le jeudi soir sur France 2, mais dans une conception plus large de la littérature. Guillaume Durand l'avait conçue comme le mélange de ses deux passions : l'art et l'actualité, l'une devant éclairer l'autre. Le magazine dont le rédacteur en chef était d'abord Christophe Tison, avec qui il avait travaillé à Canal+, puis Laurent Lemire, rencontré sur La Chaîne Histoire, s'articulait donc autour d'invités faisant l'actualité littéraire (historiens, sociologues, romanciers, biographes, éditeurs...), mais aussi de journalistes venus débattre d'un thème de l'actualité. Campus était donc à cheval entre l'émission littéraire, le magazine de tendances et le débat d'actualité. 
Depuis janvier 2006, l'émission possédait une nouvelle version plus diversifiée qui traitait de toutes les formes de culture : littérature bien sûr, mais aussi cinéma, musique, actualités, théâtre. De plus, des lives accompagnent l'émission. En somme, cette nouvelle version reprend les meilleurs aspects de Trafic.musique et les adjoint à Campus.
La dernière de l'émission fut diffusé le 29 juin 2006.
Le 8 septembre 2006, une nouvelle émission, Esprits libres, plus orientée vers le débat, a pris le relais de Campus.